# Sablia sicula
Sablia sicula är en fjärilsart som beskrevs av Treitschke 1835. Sablia sicula ingår i släktet Sablia och familjen nattflyn. Inga underarter finns listade.